# Osznarowo
Osznarowo (biał. Ашнарава, ros. Ошнарово) – wieś na Białorusi, w obwodzie mińskim, w rejonie mińskim, w sielsowiecie Szerszuny.